# Solo Mortale
Solo Mortale is het debuut- en enige album van de Nederlandse popgroep Beaugarde. Het album werd in 1976 uitgebracht op het platenlabel Ariola.

## Productie
Schrijver-componist Ilja Gort schreef de nummers terwijl hij werkte aan muziek voor reclamespots en korte films. In de opnamestudio leerde hij Hans Hollestelle kennen. Hollestelle, bekend van de jazzrockgroep Spin, was daar werkzaam als sessiemuzikant. Hij wist Gort over te halen om zijn nummers te laten horen, die vervolgens bij Hollestelle thuis op een achtsporenband werden opgenomen. Niet lang daarna tekenden ze bij Ariola, waarna het album in een paar uur en met een budget van 60.000 gulden werd opgenomen. In 1976 werd het album op elpee uitgebracht. Het was tussen 2003 en 2013 te koop als "cd on demand" via Fonos. Deze organisatie digitaliseerde Nederlandse muzikale werken die niet (meer) in de winkel te verkrijgen zijn.

## Ontvangst
Willem-Jan Martin van Trouw was niet onder de indruk van de plaat. Volgens de distributeur wilden Gort en Hollestelle één keer samen een album opnemen. Wat Martin betreft "[mocht] men hopen, dat het duo het inderdaad bij die ene keer zal laten."

## Nummers
| Nr. | Titel              | Duur |
| --- | ------------------ | ---- |
| 1.  | Solo Mortale       | 6:05 |
| 2.  | I Ain't Got No Leg | 4:02 |
| 3.  | Alley Girl         | 4:45 |
| 4.  | Gimme a Break      | 4:30 |
| 5.  | Emancipation Blues | 3:24 |

| Nr. | Titel             | Duur |
| --- | ----------------- | ---- |
| 1.  | Brother           | 8:23 |
| 2.  | Slow 'n Easy      | 4:03 |
| 3.  | Livin' In a Dream | 4:56 |
| 4.  | Pan's Love Affair | 5:28 |

## Bezetting
- Ilja Gort
- Hans Hollestelle

Met:
- Jan Hollestelle, bas
- Jan Vennik, klarinet
- Jan Rietman, piano
- Iman Soeteman, hoorn